# Tadeusz Rawa
Tadeusz Rawa (ur. 5 października 1946 w Reszlu) – profesor, specjalista w zakresie budowy i eksploatacji rolniczych środków technicznych; zatrudniony na stanowisku profesora zwyczajnego w Katedrze Maszyn Roboczych i Metodologii Badań Uniwersytetu Warmińsko-Mazurskiego w Olsztynie.

## Życiorys
W 1966 roku ukończył Państwowe Technikum Rolnicze w Reszlu, po czym rozpoczął studia na Wydziale Mechanizacji Rolnictwa Wyższej Szkoły Rolniczej w Nitrze w Czechosłowacji (obecnie Słowacja), które ukończył z wyróżnieniem w 1971 roku. Bezpośrednio po nich podjął pracę na stanowisku asystenta w Instytucie Maszyn i Urządzeń Rolniczych Wydziału Mechanicznego Akademii Rolniczo-Technicznej w Olsztynie. W 1980 roku uzyskał stopień naukowy doktora nauk technicznych, a w 1993 roku – stopień naukowy doktora habilitowanego nauk rolniczych w dyscyplinie inżynieria rolnicza. Tytuł profesora uzyskał w 2001 roku. 
Całe swoje życie zawodowe związał z jedną jednostką organizacyjną, pierwotnie pod nazwą Wydział Mechaniczny ART w Olsztynie, a po przekształceniu w 1999 roku olsztyńskich uczelni w Uniwersytet, pod nazwą Wydział Nauk Technicznych UWM w Olsztynie. W swojej pracy zawodowej przeszedł wszystkie stanowiska naukowo-dydaktyczne, od asystenta stażysty do profesora zwyczajnego. Działał w kilku komisjach senackich: m.in. ds. rozwoju i budżetu uczelni, ds. kadr, ds. nagród i odznaczeń. W latach 1993–1996 i 1996–1999 był dziekanem Wydziału Mechanicznego Akademii Rolniczo-Technicznej w Olsztynie, w latach 2005-2008 dziekanem Wydziału Nauk Technicznych Uniwersytetu Warmińsko-Mazurskiego w Olszynie. W latach 2008–2012 pełnił funkcję prorektora ds. kadr. Pełnił także wiele funkcji na niższych szczeblach zarządzania. Między innymi był zastępcą dyrektora ds. dydaktycznych w Instytucie Maszyn i Urządzeń Rolniczych ART w Olsztynie (1997–1999), kierownikiem Zakładu Budowy Maszyn w Instytucie Inżynierii Mechanicznej Wydziału Nauk Technicznych Uniwersytetu Warmińsko-Mazurskiego w Olsztynie (2000–2002) i najdłużej kierownikiem Katedry Maszyn Roboczych i Procesów Separacji (2003–2011).
W pracy naukowej zajmuje się projektowaniem i oceną maszyn rolniczych oraz technologii prac maszynowych w rolnictwie, doskonaleniem teorii i konstrukcji maszyn do czyszczenia, sortowania i siewu nasion, badaniami właściwości fizycznych roślin (głównie nasion) w aspekcie wykorzystania ich w projektowaniu zespołów roboczych  maszyn rolniczych.
Dorobek naukowy Profesora Tadeusza Rawy obejmuje łącznie 211 prac, w tym  97 oryginalnych opublikowanych prac twórczych, 8 podręczników i skryptów, 67 komunikatów naukowych i publikacji popularnonaukowych, 32 niepublikowane opracowania (prace projektowe, doświadczalno-konstrukcyjne, ekspertyzy, itp.), 7 patentów i wzorów użytkowych. 
Profesor Tadeusz Rawa był członkiem kilku organizacji naukowych: Sekcja Mechanizacji Rolnictwa Komitetu Techniki Rolniczej Polskiej Akademii Nauk (1993–2003), Olsztyńskie Forum Naukowe (1995–2000), Polskie Towarzystwo Inżynierii Rolniczej – od 1997 roku, Komitet Techniki Rolniczej PAN – 2003–2016.
Był także członkiem rad programowych czasopism: Inżynieria Rolnicza (2007–2011), Annual Review of Agricultural Engineering (2007-2011), Technika Rolnicza Ogrodnicza i Leśna – od 2010 roku.

## Odznaczenia i wyróżnienia
- Medal Zasłużony dla Akademii Rolniczo-Technicznej w Olsztynie, 1983;
- Złota odznaka SITR i dyplom Zasłużony Działacz SITR, 1987;
- Medal Zasłużony dla Warmii i Mazur, 1989;
- Złoty Krzyż Zasługi, 1995;
- Medal „Zasłużony dla Rolnictwa”, 2001;
- Medal Komisji Edukacji Narodowej, 2004;
- Krzyż Kawalerski Orderu Odrodzenia Polski, 2011;
- Złoty Laur Uniwersytetu Warmińsko-Mazurskiego w Olsztynie, 2012;
- Medal Honorowy „Zasłużonym – Reszel”, 2013;
- Medal Benemerenti Universitati Nostrae, Uniwersytet Warmińsko-Mazurski w Olsztynie, 2017.

## Zainteresowania
Zainteresowania pozazawodowe Profesora Tadeusza Rawy sprowadzają się głównie do trzech pasji. Pierwszą jest malowanie obrazów w technice olejnej, połączone z prezentacją ich na wystawach zbiorowych. Drugą jest zgłębianie i upowszechnianie wiedzy historycznej rodzinnego Reszla; efektem tych działań jest ponad 30 opracowań monotematycznych zamieszczonych na portalu „Reszel – miasteczko na Warmii” i wydana w 2017 roku książka „Reszel 1337-2017”. Trzecią pasją jest pisanie wierszy; w 2015 wydał tomik ze 110 wierszami; wiersze były także  publikowane na łamach „Gazety Olsztyńskiej” i w czasopiśmie „5 plus X” Stowarzyszenia Absolwentów UWM w Olsztynie i innych okolicznościowych wydaniach.